# Karantanci
Karantanci (lat. Quarantani, sloven. Karantanci), slavensko pleme koje je obitavalo u srednjem vijeku na području Istočnih Alpa, odnosno na teritoriju nekadašnje Kneževine Karantanije, kasnije poznate pod imenom Koruška, ali i na okolnim područjima. Smatraju se precima današnjih Slovenaca, a osobito Koruških Slovenaca, koji danas čine nacionalnu manjinu u Austriji.
U 9. stoljeću karantansko ime se proširilo na Donju Panoniju (Carantanorum regio), a potom na stanovnike proširenog područja Karantanskog Vojvodstva (862. – 900.) i stanovnike Koruškog Vojvodstva (976. – 1002./1003.). Raspadom Velike Karantanije početkom 11. stoljeća nestaje političko-teritorijalne podloge za korištenje karantanskog imena za stanovnike.
Samostalnost su izgubili oko 745. godine kada su njihovi knezovi priznali bavarsku, a kasnije franačku vlast, ali su zadržali unutarnju samoupravu pod vlastitim vladarima. U to vrijeme su primili kršćanstvo sa Zapada, što je izazvalo pobunu protiv Franaka. Oko 820. godine Karantanci su izgubili samoupravu te im je zemlja podvrgnuta izravnoj franačkoj vlasti te pretvorena u franačku grofoviju na čelu s franačkim grofom.

## Vanjske poveznice
- Karantanci – Hrvatska enciklopedija